# (17283) Ustinov
(17283) Ustinov est un astéroïde de la ceinture principale.

## Description
(17283) Ustinov est un astéroïde de la ceinture principale. Il fut découvert le 24 juin 2000 à Reedy Creek par John Broughton. Il présente une orbite caractérisée par un demi-grand axe de 3,20 UA, une excentricité de 0,07 et une inclinaison de 22,3° par rapport à l'écliptique.

## Compléments